# Course en ligne féminine des juniors aux championnats du monde de cyclisme sur route 2015
Navigation
Ponferrada  2014 Doha 2016

Profil du circuit

La course en ligne féminine des juniors aux championnats du monde de cyclisme sur route 2015 a eu lieu le 25 septembre 2015 à Richmond, aux États-Unis. L'épreuve disputée sur 64,8 km, est réservée aux coureuses nées en 1997 et 1998.

## Classement
|                           | Coureuse               | Pays             | Temps           |
| ------------------------- | ---------------------- | ---------------- | --------------- |
| Médaille d'or, monde      | Chloe Dygert           | États-Unis       | 1 h 42 min 16 s |
| Médaille d'argent, monde  | Emma White             | États-Unis       | + 1 min 23 s    |
| Médaille de bronze, monde | Agnieszka Skalniak     | Pologne          | + 1 min 28 s    |
| 4                         | Yumi Kajihara          | Japon            | + 1 min 41 s    |
| 5                         | Susanne Andersen       | Norvège          | + 1 min 41 s    |
| 6                         | Elisa Balsamo          | Italie           | + 1 min 41 s    |
| 7                         | Grace Garner           | Royaume-Uni      | + 1 min 41 s    |
| 8                         | Yara Kastelijn         | Pays-Bas         | + 1 min 41 s    |
| 9                         | Jessica Pratt          | Australie        | + 1 min 41 s    |
| 10                        | Ida Jansson            | Suède            | + 1 min 41 s    |
| 11                        | Sina Frei              | Suisse           | + 1 min 41 s    |
| 12                        | Pernille Mathiesen     | Danemark         | + 1 min 41 s    |
| 13                        | Katherine Maine        | Canada           | + 1 min 41 s    |
| 14                        | Juliette Labous        | France           | + 1 min 41 s    |
| 15                        | Karlijn Swinkels       | Pays-Bas         | + 1 min 41 s    |
| 16                        | Maëlle Grossetête      | France           | + 1 min 41 s    |
| 17                        | Nicole Koller          | Suisse           | + 1 min 41 s    |
| 18                        | Abby-Mae Parkinson     | Royaume-Uni      | + 1 min 41 s    |
| 19                        | Skylar Schneider       | États-Unis       | + 1 min 41 s    |
| 20                        | Ingvild Gåskjenn       | Norvège          | + 1 min 41 s    |
| 21                        | Anna-Leeza Hull        | Australie        | + 1 min 41 s    |
| 22                        | Ksenia Tcymbaliuk      | Russie           | + 2 min 5 s     |
| 23                        | Sofia Bertizzolo       | Italie           | + 2 min 10 s    |
| 24                        | Camila Valbuena        | Colombie         | + 2 min 16 s    |
| 25                        | Nikola Nosková         | Tchéquie         | + 2 min 36 s    |
| 26                        | Rocío García           | Espagne          | + 2 min 50 s    |
| 27                        | Ashlyn Woods           | États-Unis       | + 3 min 45 s    |
| 28                        | Lenny Druyts           | Belgique         | + 3 min 46 s    |
| 29                        | Ema Manikaite          | Lituanie         | + 3 min 46 s    |
| 30                        | Katia Ragusa           | Italie           | + 3 min 46 s    |
| 31                        | Maaike Boogaard        | Pays-Bas         | + 3 min 46 s    |
| 32                        | Fenna Vanhoutte        | Belgique         | + 3 min 46 s    |
| 33                        | Marta Lach             | Pologne          | + 3 min 46 s    |
| 34                        | Wiktoria Pikulik       | Pologne          | + 3 min 46 s    |
| 35                        | Lizzie Holden          | Royaume-Uni      | + 3 min 46 s    |
| 36                        | Lisa Neumüller         | Allemagne        | + 3 min 46 s    |
| 37                        | Natalia Studenikina    | Russie           | + 3 min 46 s    |
| 38                        | Christa Riffel         | Allemagne        | + 3 min 46 s    |
| 39                        | Eleanor Dickinson      | Royaume-Uni      | + 3 min 46 s    |
| 40                        | Liane Lippert          | Allemagne        | + 3 min 46 s    |
| 41                        | Chiara Zanettin        | Italie           | + 3 min 46 s    |
| 42                        | Gillian Ellsay         | Canada           | + 3 min 46 s    |
| 43                        | Lena Ostler            | Allemagne        | + 3 min 46 s    |
| 44                        | Hannah Gumbley         | Nouvelle-Zélande | + 3 min 46 s    |
| 45                        | Nadia Quagliotto       | Italie           | + 3 min 46 s    |
| 46                        | Léna Mettraux          | Suisse           | + 4 min 4 s     |
| 47                        | Iurani Blanco Calbet   | Espagne          | + 4 min 19 s    |
| 48                        | María Calderón         | Espagne          | + 4 min 33 s    |
| 49                        | Aafke Soet             | Pays-Bas         | + 7 min 14 s    |
| 50                        | Paula Patiño           | Colombie         | + 7 min 14 s    |
| 51                        | Aline Seitz            | Suisse           | + 7 min 17 s    |
| 52                        | Clarie Faber           | Luxembourg       | + 7 min 17 s    |
| 53                        | Georgia Catterick      | Nouvelle-Zélande | + 7 min 17 s    |
| 54                        | Typhaine Laurance      | France           | + 7 min 27 s    |
| 55                        | Marion Borras          | France           | + 7 min 28 s    |
| 56                        | Mikayla Harvey         | Nouvelle-Zélande | + 7 min 28 s    |
| 57                        | Kristina Selina        | Russie           | + 7 min 28 s    |
| 58                        | Ciara Doogan           | Irlande          | + 7 min 31 s    |
| 59                        | Skye Davidson          | Zimbabwe         | + 7 min 45 s    |
| 60                        | Anna Gabrielle Traxler | Canada           | + 7 min 54 s    |
| 61                        | Eva Maria Palm         | Belgique         | + 8 min 27 s    |
| 62                        | Daria Chechneva        | Russie           | + 11 min 38 s   |
| 63                        | Dayana Paspuezan       | Équateur         | + 11 min 38 s   |
| 64                        | Ana Suárez             | Équateur         | + 11 min 43 s   |
| 65                        | Julyn Águila           | Mexique          | + 14 min 42 s   |
| 66                        | Emeliah Harvie         | Canada           | + 15 min 25 s   |
| 67                        | Selma Svarf            | Suède            | + 17 min 14 s   |
|                           | Daria Pikulik          | Pologne          | DNF             |
|                           | Teresa Ripoll          | Espagne          | DNF             |
|                           | Helen Mitchell         | Zimbabwe         | DNF             |
|                           | Diana Ramos-Santiago   | Porto Rico       | DNF             |
|                           | Alyson Chévez          | Costa Rica       | DNF             |
|                           | Frida Knutsson         | Suède            | DNF             |
|                           | Nathalie Bex           | Belgique         | DNF             |